# Федя Дамянов
Федя Дамянов е български кануист.
Роден е на 14 август 1950 година във Видин. Тренира кану-каяк в спортния клуб „Академик“ в София.
През 1971 година е трети на световното първенство в Белград, а през 1972 година – на Олимпиадата в Мюнхен в дисциплината 1000 метра двойки кану, заедно с Иван Бурчин.